# Arulenus Rusticus
Quintus Junius Arulenus Rusticus (ca. 35-93) wordt meestal Arulenus Rusticus genoemd, maar soms ook Junius Rusticus. Hij was een vriend en aanhanger van Thrasea Paetus en net als deze vurige bewonderaar van de stoïcijnse filosofie. Hij was in 66 tribuun van het plebs, in welk jaar Thrasea door de Romeinse senaat ter dood werd veroordeeld. Arulenus Rusticus zou zijn veto over de senatus consultum hebben uitgesproken, ware het niet dat Thrasea dit had voorkomen, met als argument dat hij door dit veto alleen maar een zekere dood over zichzelf zou hebben afgeroepen zonder in staat te zijn het leven van Thrasea te kunnen redden. 
Gedurende de burgeroorlogen na de dood van Nero in 69 n.Chr. was hij praetor. Als een van de ambassadeurs van de senaat naar de Flavische legers werd hij door soldaten van Petilius Cerialis verwond. Onder het keizerschap van Domitianus bekleedde hij in 92 het ambt van consul suffectus. In het volgende jaar werd Arulenus Rusticus echter ter dood veroordeeld vanwege een panegyriek (lofrede) op Thrasea. Suetonius schrijft hem ook een lofrede op Helvidius Priscus toe, maar dit laatste werk werd door Herennius Senecio geschreven, zoals we bij zowel Tacitus als Plinius kunnen lezen.
- Gemeinsame Normdatei: 102396744
- Virtual International Authority File: 2267155345593306430006